# Arnel
Die Arnel war ein 1955 gebautes portugiesisches Passagierschiff der Empresa Insulana de Navegação, das im Liniendienst zwischen den Inseln der Azoren verkehrte. Beim Untergang 1958 starben nach unterschiedlichen Angaben 10 bis 14 Menschen.

## Geschichte
Im Rahmen der Erneuerung der portugiesischen Handelsflotte nach dem Zweiten Weltkrieg unterstützte die portugiesische Regierung die großen Reedereien des Landes mit der Verordnung „Despacho 100“ vom 10. August 1945. Aus diesem Erneuerungsprogramm erhielt die Empresa Insulana bis 1955 fünf Schiffe: 1948 das Frachtschiff Terceirense, 1949 mit der Gorgulho und der Madalena erstmals zwei Fruchtschiffe sowie 1955 die kleinen Passagierschiffe Cedros und Arnel.
Die Werft Estaleiros Navais de Viana do Castelo im nordportugiesischen Viana do Castelo legte den Neubau als zweites nach ihrem einzigen Schwesterschiff Cedros auf Kiel. Sie lieferte die nach einem Kap im Osten der Azoreninsel São Miguel benannte Arnel im März 1955 an die Reederei ab. Abweichend vom Firmensitz in Lissabon wurde Ponta Delgada der Heimathafen des Schiffes.
Die Reederei setzte den Neubau zusammen mit der Cedros im Liniendienst zwischen den Inseln des Archipels ein. Befördert wurden neben Passagieren auch kleinere Mengen Fracht. So beförderte das Schiff auch Emigranten, die von den Inseln nach Santa Maria gebracht wurden und von dort per Flugzeug etwa nach Kanada auswanderten.
Am 19. September 1958 befand sich die Arnel auf dem Weg von Vila do Porto auf Santa Maria nach Ponta Delgada auf São Miguel und hatte nach unterschiedlichen Angaben 163 bis 174 Passagiere sowie Besatzungsmitglieder an Bord. Um 3.00 Uhr morgens lief sie im Norden von Santa Maria an der Küste vor Baía dos Anjos auf Grund und kam nicht mehr frei (37° 1′ N, 25° 5′ W). Die Rettungsaktion wurde vom Ufer aus mit Rettungsleinen, und von See aus mit mehreren Schiffen und Booten durchgeführt sowie durch Hubschrauber der 57th Rescue Squadron von der US-Luftwaffenbasis Lajes Air Base auf Terceira unterstützt. Nach unterschiedlichen Angaben starben 10 bis 14 Menschen. Bei der anschließenden Untersuchung konnten keine Gründe für diesen Vorfall ermittelt werden.
Als Ersatz für die gesunkene Arnel beauftragte die Empresa Insulana die Werft CUF – Estaleiros Navais de Lisboa mit dem Bau der Ponta Delgada, die eine vergrößerte und verbesserte Version der Arnel darstellte.

## Technische Daten
Ihre Länge betrug 59,57 Meter, sie war 10,02 Meter breit und wies einen Tiefgang von 4,04 Metern auf. Sie war mit 1025 BRT bzw. 551 NRT vermessen, die Tragfähigkeit betrug 434 Tonnen. Der Antrieb bestand aus einem Sulzer-Dieselmotor, dessen Leistung 1050 PS betrug. Diese wirkten auf eine Schraube, die Arnel erreichte eine Geschwindigkeit von rund 13,0 Knoten. Das Schiff konnte bis zu 144 Passagiere befördern. Die Besatzung bestand aus 25 bis 32 Offizieren und Mannschaften.